# Грб Француске Гвајане
Грб Француске Гвајане (или грб Француске Гијане) је званични хералдички симбол француске прекоморске територије Француска Гвајана. 
Грб се састоји се од штита којег придржавају два мравоједа. На штиту се налазе љиљани и натпис године 1643, године кад је Француска Гвајана припала Француској, као и посуда са златом и три цвета. Изнад штита је трака с натписом „Fert Aurum Industria“ (Рад ствара обиље).